# Justicier
Un justicier est une personne qui rend la justice. 

## Historique
Historiquement, un justicier était investi des pouvoirs de justice. Il avait alors le pouvoir de juger toutes les affaires, qu'elles soient civiles ou pénales, et pouvait condamner à la peine capitale. On distinguait alors la basse, moyenne et haute justice, la haute justice étant réservée aux seigneurs.

## De nos jours
Une société, disposant d'une police nombreuse et organisée en complément des juges, des avocats et de toutes les instances judiciaires, n'a officiellement plus besoin de justicier. 
De ce fait, et par extension, le terme de justicier désigne une personne visant à faire régner la justice, ou sa conception de la justice, sans y être officiellement habilitée. Une personne ou un groupe de personnes pratiquant l'auto-justice, ou certaines formes organisées d'auto-défense, peuvent être qualifiés de justiciers.
Le terme de justicier peut être utilisé comme métaphore pour désigner, au sens figuré, une personne qui montrerait un zèle particulièrement poussé pour corriger certaines injustices réelles ou supposées.

## Dans la fiction et la culture populaire
Certains héros de fiction ou de légende comme Zorro ou Robin des Bois sont des archétypes de justiciers, de même que des super-héros tels que Superman, Spider-Man ou Batman.
Au cinéma, plusieurs films abordent le thème du justicier, essentiellement dans le sens moderne du terme, à savoir un vengeur :
- Le Justicier solitaire
- Le Justicier de minuit
- Un justicier dans la ville
- Un justicier dans la ville 2 (Death Wish II)
- Le Justicier de New York (Death Wish 3)
- Le justicier braque les dealers (Death Wish 4: The Crackdown)
- Le Justicier : L'Ultime Combat (Death Wish V: The Face of Death)
- Sentence de mort de Mario Lanfranchi en 1968.
- Death Sentence, un film américain réalisé par James Wan, sorti en 2007
- Un justicier dans la ville (Death Wish) remake

Série télévisée :
- Equalizer